# Списак позивних бројева у Црној Гори
Ово је списак позивних фиксних бројева у Црној Гори. Међународни позивни број за Црну Гору је +382.

## Фиксна телефонија
| Позивни бројеви | Општине                                            |
| --------------- | -------------------------------------------------- |
| 020             | Подгорица, Даниловград, Колашин, Тузи              |
| 030             | Бар, Улцињ                                         |
| 031             | Херцег Нови                                        |
| 032             | Котор, Тиват                                       |
| 033             | Будва                                              |
| 040             | Никшић, Плужине, Шавник                            |
| 041             | Цетиње                                             |
| 050             | Бијело Поље, Мојковац                              |
| 051             | Андријевица, Беране, Гусиње, Петњица, Плав, Рожаје |
| 052             | Пљевља, Жабљак                                     |

## Извор
- Телеком Црна Гора - Позивни бројеви